# Modus operandi
De modus operandi (Latijn, manier van werken) is een specifieke werkwijze, ook wel handelwijze, waaraan een individu of groep kan worden herkend.
Deze term wordt ook wel gebruikt door de politie en in de criminologie, die de werkwijze van een crimineel beschrijft. Modus operandi wordt vaak aangezien voor het "handschrift" (ook wel signatuur) van de crimineel, maar dit zijn afzonderlijke begrippen.
Met modus operandi worden de handelingen bedoeld die een crimineel uitvoert om zijn misdaad te begaan. Hierbij wordt gekeken naar de bedoelingen van de handelingen:
1. ervoor zorgen dat de misdaad lukt;
2. het tegengaan van identificatie van de dader;
3. het verkrijgen van een vluchtmogelijkheid of ontsnapping.

De modus operandi kan bij opeenvolgende misdaden wijzigen omdat de crimineel betere technieken leert. Voor de crimineel bestaat het gevaar dat hij onvoorzichtig wordt als bepaalde technieken goed blijken te werken. 
De "handtekening" van een crimineel zijn de handelingen die onnodig zijn voor het plegen van de misdaad, maar die dienen ter bevrediging van de (psychologische) behoeften van de crimineel. Deze handelingen kunnen onderdeel gaan vormen van de modus operandi. 

## Voorbeeld van verschil tussen MO en handschrift c.q. signatuur
Hoe subtiel het verschil kan zijn tussen MO en handschrift c.q. signatuur blijkt uit de volgende voorbeelden:
- Een bankrover laat duidelijk zijn handschrift c.q. signatuur achter, wanneer de bankrover gijzelaars dwingt tot uitkleden en daarna tot poseren in obscene houdingen terwijl de bankrover foto's neemt. Het uitkleden van gijzelaars hoort niet bij zijn plan om zijn misdrijf te laten slagen: het verlengt juist zijn verblijf in de bank en verkleint daarmee de kans zijn misdaad te laten slagen. Gijzelaars dwingen tot uitkleden doet de bankrover om voldoening uit zijn misdrijf te halen.
- Een bankrover bemoeilijkt zijn identificatie, door gijzelaars tot uitkleden te dwingen in de hoop dat de gijzelaars zich enorm schamen en niet letten op de bankrover. Dit is onderdeel van zijn MO. Het uitkleden van gijzelaars hoort bij zijn plan om zijn misdrijf te laten slagen.

Overigens wordt modus operandi niet alleen in de misdaad gebruikt maar ook als "operationele uitwerking".